# Terry Gilkyson
Hamilton Henry „Terry“ Gilkyson (* 17. Juni 1916 in Phoenixville, Pennsylvania; † 15. Oktober 1999 in Austin, Texas) war ein US-amerikanischer Komponist und Sänger.

## Leben
Nach seiner Jugend auf einer Farm in Texas studierte er kurzzeitig an der University of Pennsylvania, wo er sich für Musik eingeschrieben hatte. Nach dem Zweiten Weltkrieg arbeitete er neben seiner Tätigkeit im familiären Versicherungsbüro schon als Komponist von Folksongs, die er auch selbst vortrug. Nach seiner Hochzeit 1947 zog er nach Kalifornien und bekam beim Armed Forces Radio Service eine Folksendung mit dem Titel The Solitary Singer. 1949 komponierte Gilkyson den Titel Cry Of The Wild Goose, mit dessen Interpretation der Sänger Frankie Laine in den 1950ern einen Nr. 1-Hit erreichte. Gilkyson schloss sich Anfang der 1950er kurz der Formation The Weavers an.
In einer Radiosendung trat Gilkyson zusammen mit Richard Dehr und Frank Miller auf, die auch in Clubs unter dem Namen The Easy Riders auftraten (den Namen hatten sie sich nach einem ihrer Songs gegeben, C.C. Rider). Gilkyson schloss sich der Gruppe an und zusammen wurden sie eine der bekanntesten Folkgruppen in den 1950er- und 1960er-Jahren, wobei der Titel Marianne zu den bekanntesten Titeln der Gruppe zählt. Für den Cinemiracle-Dokumentarfilm Windjammer (1958) komponierten sie eine weitere Reihe von Musiktiteln, die heute zum Standardrepertoire von Shanty-Chören gehören, wie Kari Waits For Me, Sugar Cane oder auch Memories Are Made of This, das durch die Interpretation von Dean Martin am bekanntesten wurde.
1956 komponierte und sang Terry die Titelsongs für die Western Auf der Spur des Todes (Red Sundown) und Die Meute lauert überall (Raw Edge). In dem Western Noch heute sollst du hängen (Star in the Dust) tritt er als Sänger auf und begleitet den Ablauf des Films mit der entsprechenden Strophe des Liedes Sam Hall.
In den 1960er-Jahren verließ Gilkyson die Gruppe und begann für verschiedene Filme der Disney-Studios zu komponieren, so für Dschungel der 1000 Gefahren (Swiss Family Robinson, 1960) und Aristocats (The Aristocats, 1970). Sein bekanntester Titel war dabei das Lied des Bären „Balu“ aus Das Dschungelbuch (The Jungle Book, 1967), The Bare Necessities, für das Gilkyson für einen Oscar nominiert wurde.
Drei von Terry Gilkysons Kindern – Nancy, Eliza und Tony – sind ebenfalls im Musikgeschäft tätig.

## Diskografie (Auswahl)
- 1949: The Cry Of The Wild Goose / Oh Brandy Leave Me Alone
- 1951: The Solitary Singer / Runnin' Away
- 1951: Stay Awhile / Rollin’ Stone
- 1951: Across The Wide Missouri / On Top Of Old Smokey (Terry Gilkyson & The Weavers)
- 1951: Fast Freight / Hoofbeat Serenade
- 1951: Nellie Lou / The Tick Tock Song
- 1951: Mr. Buzzard / Ev'ryone's Crazy 'Ceptin' Me
- 1952: Fond Affection / The Man You Don't Meet Everyday
- 1956: Marianne / Goodbye Chiquita (Terry Gilkyson & The Easy Riders)
- 1957: Shorty Joe / Blue Mountain (Terry Gilkyson & The Easy Riders)
- 1957: South Coast / Times (The Easy Riders)
- 1957: Tina / Strollin' Blues (The Easy Riders)
- 1957: Kari Waits For Me / Windjammer (The Easy Riders)
- 1957: South Coast / Times (The Easy Riders)
- 1958: Wanderin' Blues / Sweet Sugar Cane (The Easy Riders)
- 1958: Lonesome Rider / Times / Fare Thee Oh Babe / Shorty Joe (7" EP)
- 1959: Ballad Of The Alamo / The Green Leaves Of Summer (The Easy Riders)
- 1959: East Virginia / John Henry (The Easy Riders)